# Emile Ford & the Checkmates
Emile Ford & the Checkmates was een Britse rock-'n-roll-band uit de vroege jaren 60.

## Bezetting
- Emile Ford (Castries, 16 oktober 1937 - London, 11 april 2016) (zang, gitaar)
- George Sweetman (bas)
- Dave Sweetman (saxofoon)
- Ken Street (gitaar)
- John Cuffley (drums)
- Peter Carter (gitaar)
- Les Hart (saxofoon)
- Alan Hawkshaw (piano)

## Jeugd en opleiding
In de vroege jaren 1950 kwam Emile Sweetman en zijn familie van Nassau op de Bahama's naar Engeland. Hij studeerde op het Paddington Technical College en leerde naast de school het gitaarspelen. Beide combineerde hij, doordat hij zijn eigen geluidsinstallatie ontwikkelde, die hij bij zijn optredens met zijn broers gebruikte in plaats van de gebruikelijke standaard-installaties.
Ze waren als muzikanten zo goed, dat ze een talentenjacht van het label Pye Records in Soho wonnen en een platencontract kregen. Emile noemde zich Emile Ford en zijn band The Checkmates bestond uit zijn beide stiefbroers George en Dave, Ken Street, Pete Carter, Les Hart, Alan Hawkshaw en John Cuffley.

## Carrière
Hun eerste single was een actuele versie van het lied What Do You Want to Make Those Eyes at Me For. Het lied werd in 1919 voor de eerste keer in de Broadway-show Follow Me gezongen door Henry Lewis. De versie van Emile Ford & the Checkmates werd geproduceerd door de legendarische Joe Meek en sloeg direct in als een bom. Aan het eind van 1959 werd het nummer voor zes weken de nummer 1-hit in Groot-Brittannië.
Na het grote succes probeerden ze het met heropnamen van klassiekers. Een ep met de nummers Red Sails in the Sunset en Heavenly kreeg de toppositie in de ep-hitlijst. De tweede single On a Slow Boat to China bereikte de 3e plaats van de singlehitlijst. Het lied was in 1948 reeds een miljoenen-bestseller voor Benny Goodman geweest.
Drie verdere singles kon de band nog in de top 20 plaatsen, waaronder de verdere Meek-productie Counting Teardrops (4e plaats), maar in 1961 ging het langzaam bergafwaarts met het succes. De andere bevriende zanger Jimmy Justice, verschafte Emile & the Checkmates de entree in het popmuziekcircuit. Via hetzelfde talentenjacht en hetzelfde label kreeg Jimmy zijn eerste, door Ford gezongen single met begeleiding van the Checkmates. Justice had in 1962 twee top 10-hits. In hetzelfde jaar kon ook Emile Ford zich voor de laatste keer solo in de hitparade plaatsen met het nummer I Wonder Who's Kissing Her Now. Daarna werd het met de opkomst van de beatmuziek rustig rondom hem.
De beide broers George en Dave en de drummer Barry Reeves gingen verder in de band The Ferris Wheel. Alan Hawkshaw had met de bands Fancy en Love & Kisses, maar ook solo succes, werkte als sessiemuzikant voor bekende artiesten, waaronder The Shadows, Barbra Streisand en Olivia Newton-John en componeerde bovendien muziek voor de televisie.
Emile Ford was verder als zanger onderweg, evenwel ontwikkelde het zich tot trend, dat muzikanten steeds vaker hun eigen geluidsinstallaties gebruikten en hij als pionier hield zich bezig met het op de markt brengen van zijn installatie en zijn ervaring. Aan het eind van de jaren 1960 vestigde hij zich in Scandinavië en sinds de jaren 1990 leeft hij in Californië.

## What Do You Want to Make Those Eyes at Me For
Geschreven werd het nummer door Joseph McCarthy, Jimmy Monaco en Howard Johnson, maar het is niet geheel duidelijk, wie het als eerste zong. De Amerikaan Henry Lewis, die in New York bekend werd in de Broadway comedyshow Follow Me, had het nummer in 1916 of 1917 opgenomen en waarschijnlijk in de musical gezongen. Van 1917 bestaat een opname als duet van de beide populaire zangers Billy Murray en Ada Jones, mogelijk later ook in een Broadway-show The Better 'Ole.
Verdere versie van het lied zijn van: Betty Hutton (1945), Ray Peterson (1960), Debbie Reynolds (1973), The Beatles, The Johnny Otis Show, Mickey Most, Ruby Wright e.v.a. In 1987 kwam het nummer in de hitlijst in de versie van Shakin' Stevens. De rockabillyzanger, die eveneens was gespecialiseerd op coverversies, had daarmee zijn laatste top 10-hit in Groot-Brittannië.

## Discografie

### Singles
- 1959: What Do You Want to Make Those Eyes at Me For
- 1960: On a Slow Boat to China
- 1960: You'll Never Know What You're Missing ('Til You Try)
- 1960: Them There Eyes (met de Babs Knight Group & Johnny Keating Music)
- 1960: Counting Teardrops
- 1961: What Am I Gonna Do
- 1961: Half of My Heart (als Emile Ford)
- 1962: I Wonder Who's Kissing Her Now (als Emile Ford)